# Fontaine-Denis-Nuisy
Fontaine-Denis-Nuisy ist eine französische Gemeinde mit 235 Einwohnern (Stand: 1. Januar 2022) im Département Marne in der Region Grand Est. Sie gehört zum Arrondissement Épernay und zum Kanton Sézanne-Brie et Champagne. 

## Lage
Sie ist umgeben von folgenden Nachbargemeinden:
| La Forestière, Saudoy (Berührungspunkt) | Barbonne-Fayel                              | Villeneuve-Saint-Vistre-et-Villevotte |
|                                         | Kompassrose, die auf Nachbargemeinden zeigt |                                       |
| Chantemerle                             | La Celle-sous-Chantemerle                   | Saint-Quentin-le-Verger               |

## Bevölkerungsentwicklung
| Jahr                       | 1962 | 1968 | 1975 | 1982 | 1990 | 1999 | 2008 | 2018 |
| -------------------------- | ---- | ---- | ---- | ---- | ---- | ---- | ---- | ---- |
| Einwohner                  | 318  | 286  | 286  | 268  | 245  | 259  | 248  | 233  |
| Quellen: Cassini und INSEE |      |      |      |      |      |      |      |      |

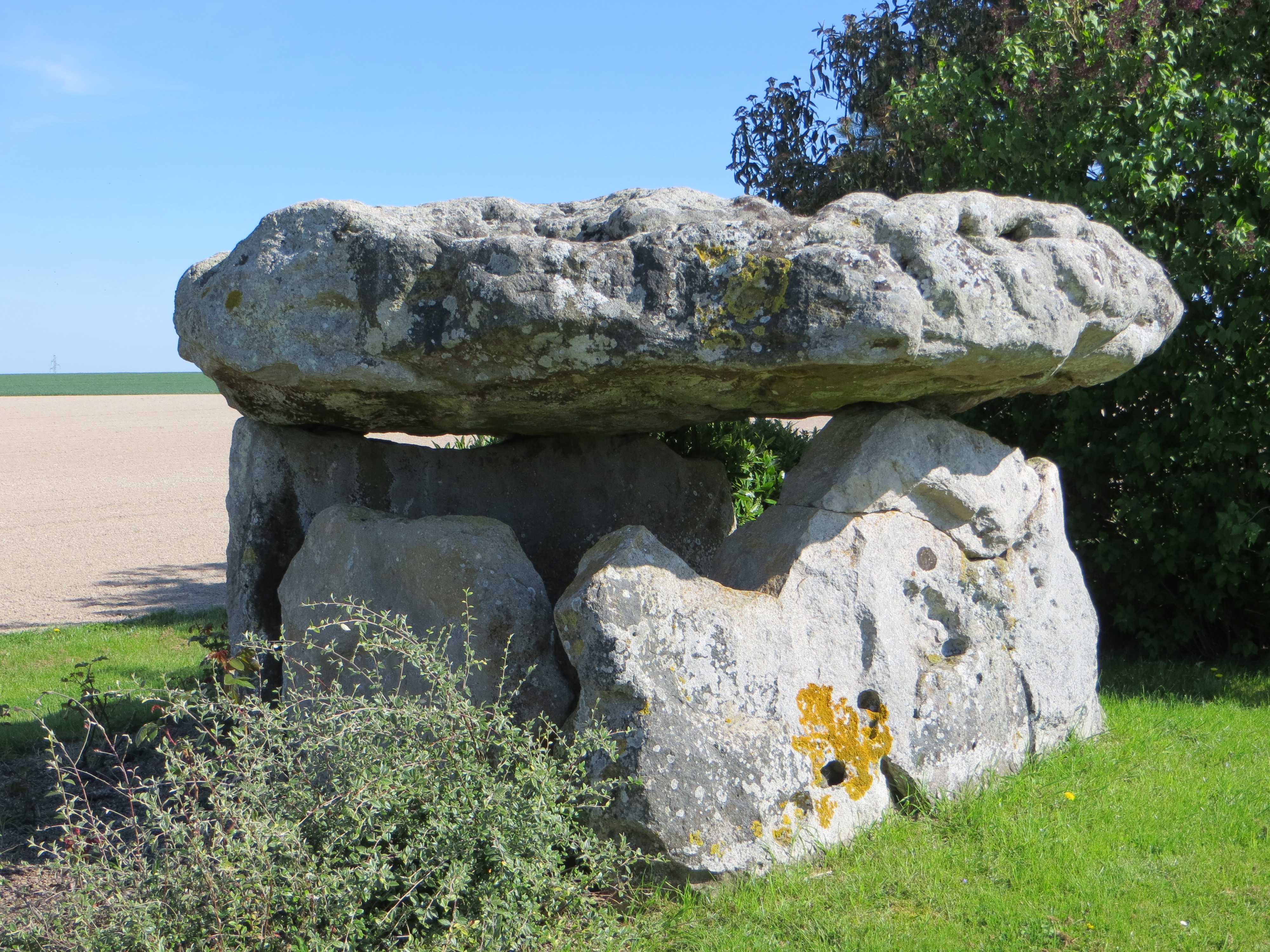
Dolmen von Nuisy
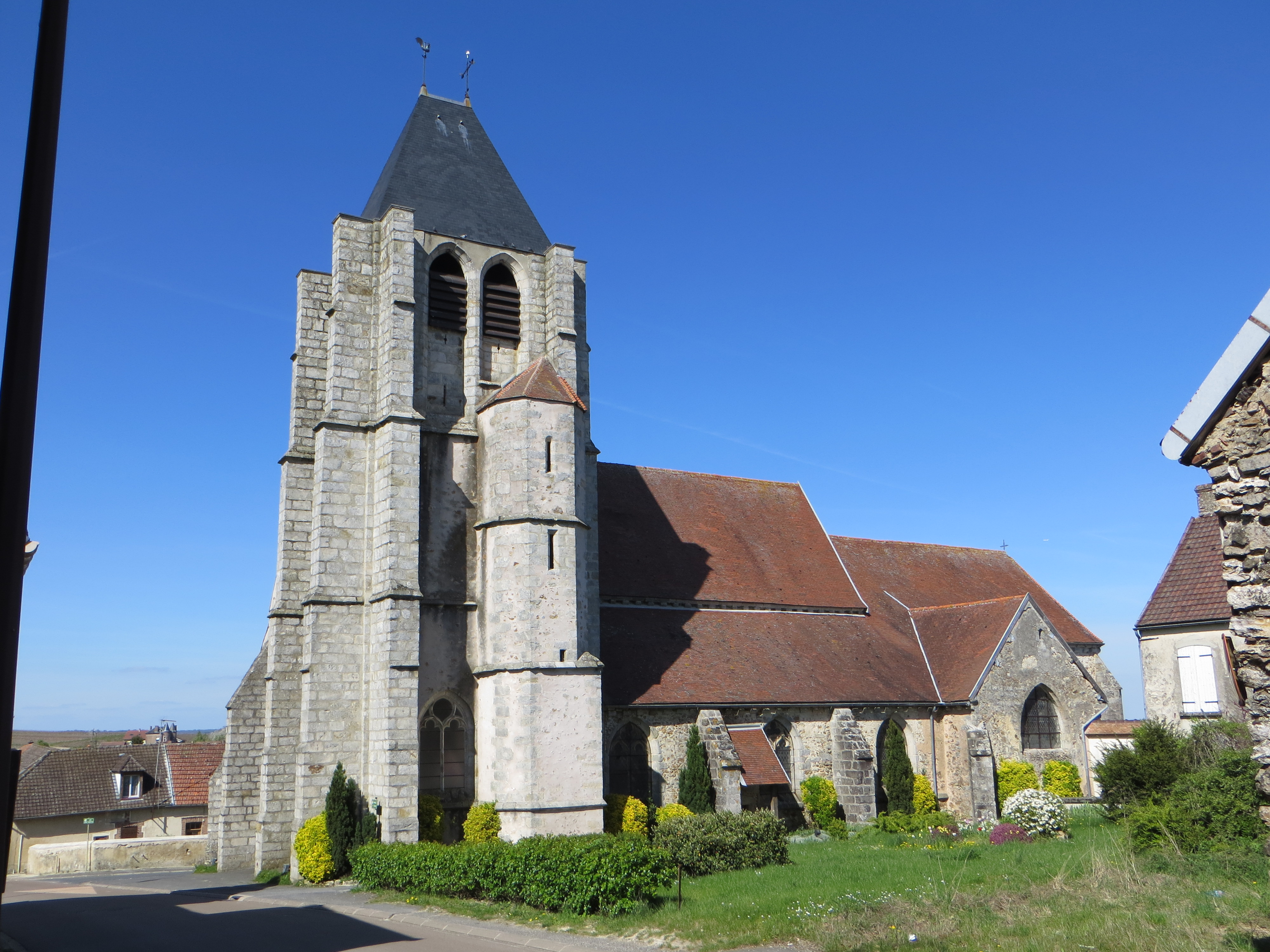
Kirche Saint-Quentin in Fontaine-Denis